# Perissolestes flinti
Perissolestes flinti – gatunek ważki z rodziny Perilestidae. Występuje na terenie Ameryki Południowej.